# Misy-sur-Yonne
Misy-sur-Yonne är en kommun i departementet Seine-et-Marne i regionen Île-de-France i norra Frankrike. Kommunen ligger i kantonen Montereau-Fault-Yonne som tillhör arrondissementet Provins. År 2022 hade Misy-sur-Yonne 857 invånare.

## Befolkningsutveckling
Antalet invånare i kommunen Misy-sur-Yonne
| Referens: INSEE |